# Hypericum kamtschaticum
Hypericum kamtschaticum är en johannesörtsväxtart som beskrevs av Carl Friedrich von Ledebour. Hypericum kamtschaticum ingår i släktet johannesörter, och familjen johannesörtsväxter. Inga underarter finns listade i Catalogue of Life.

## Bildgalleri

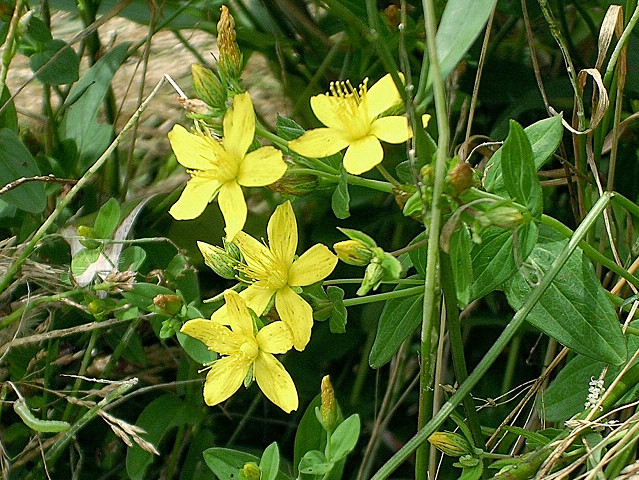
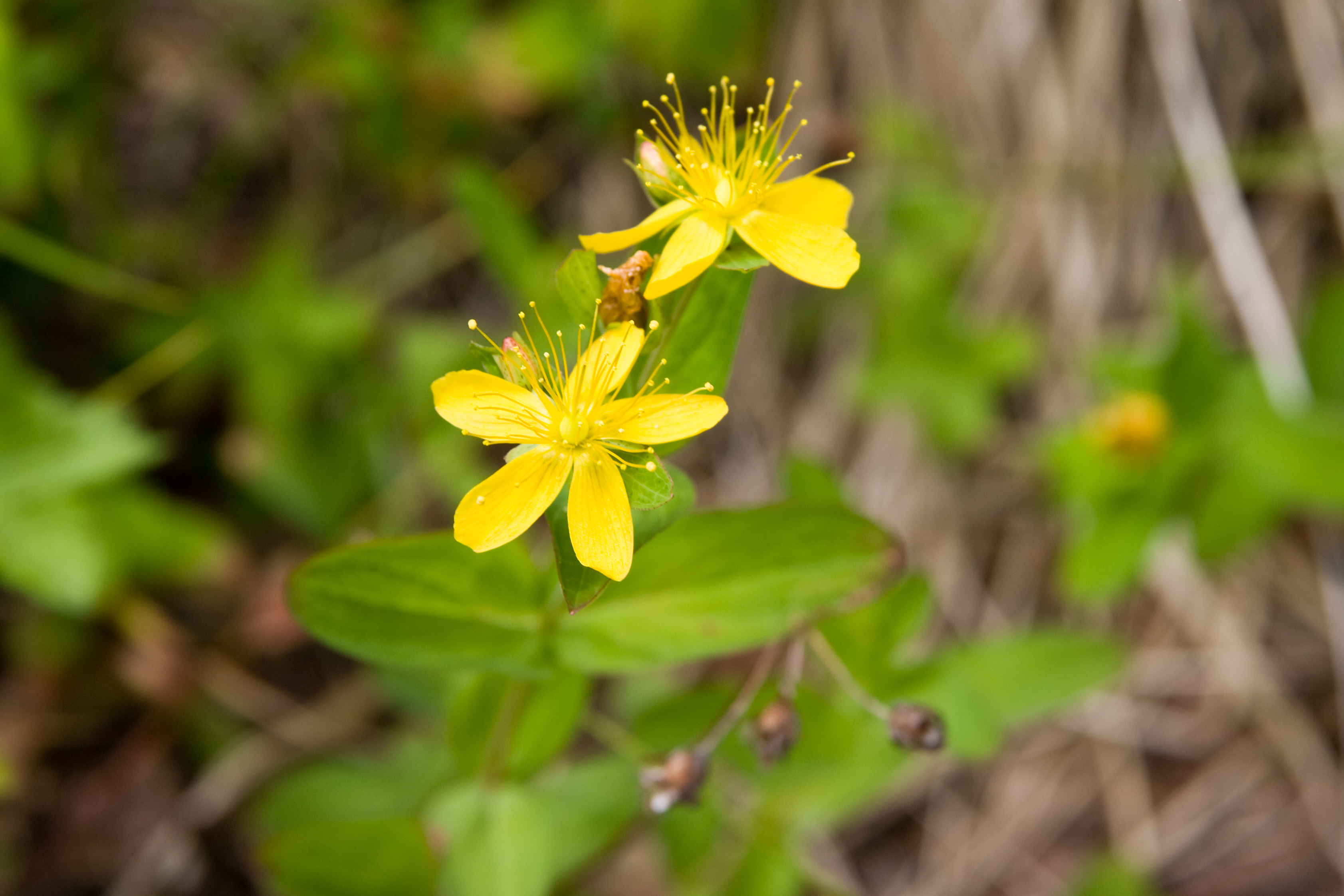
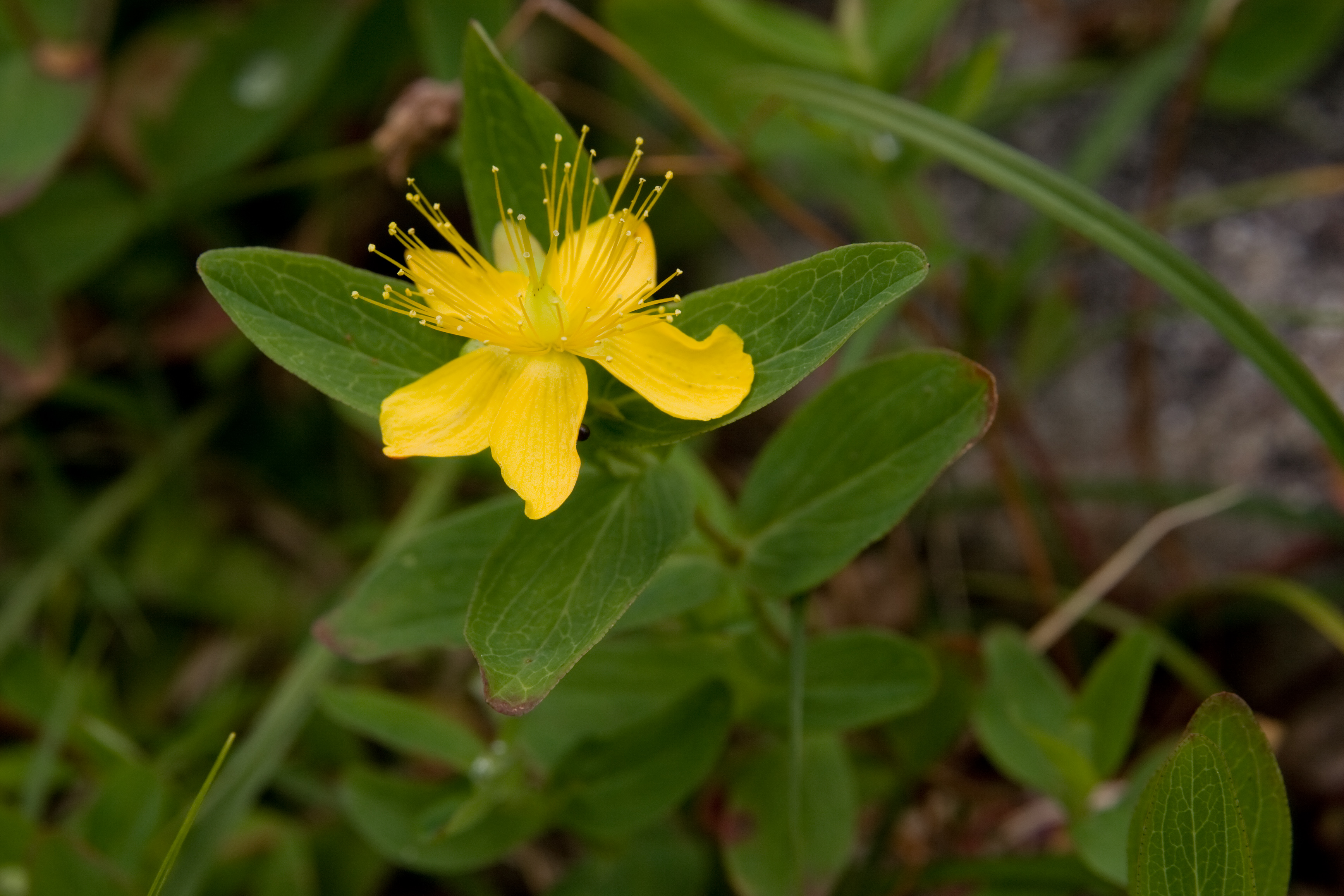
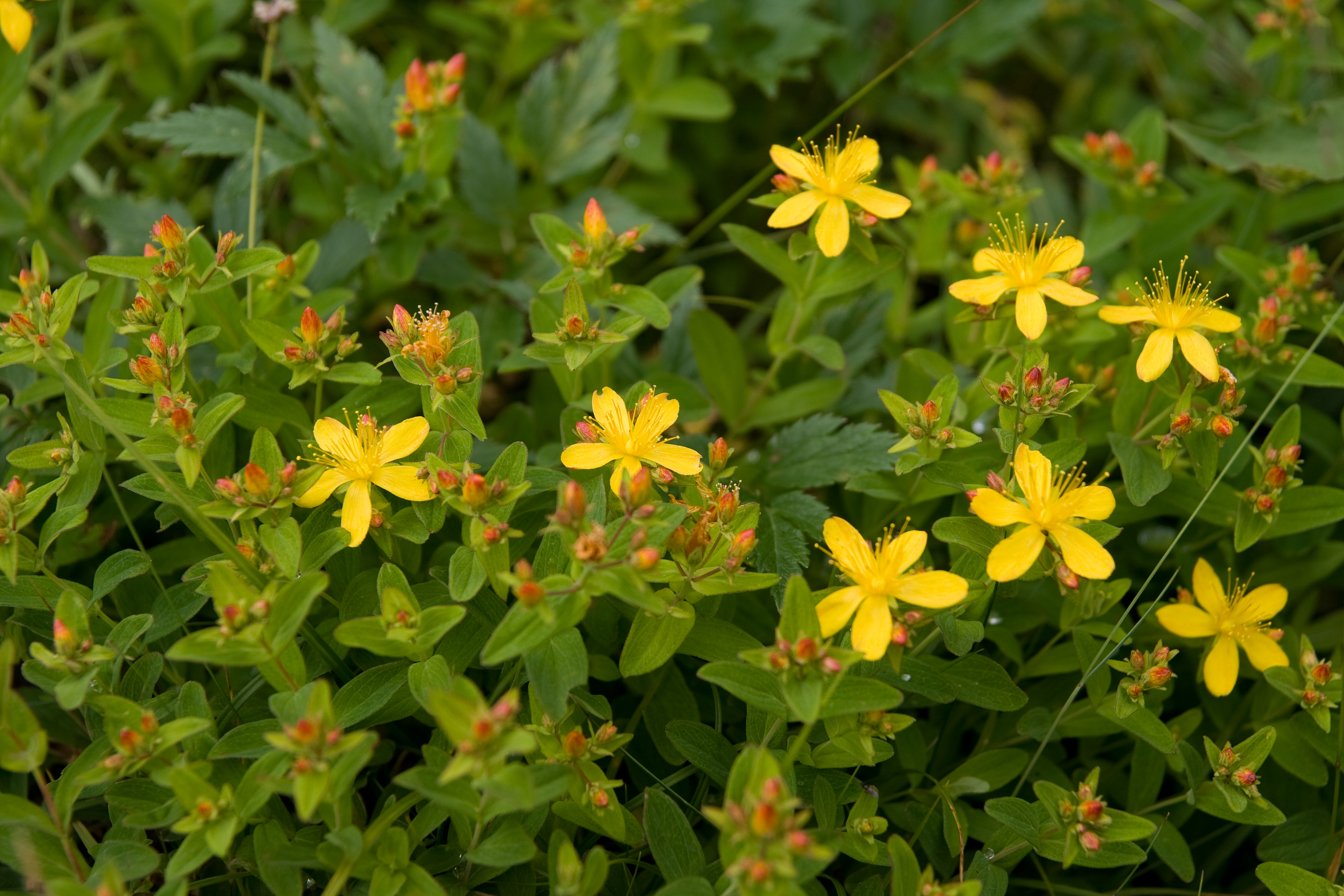
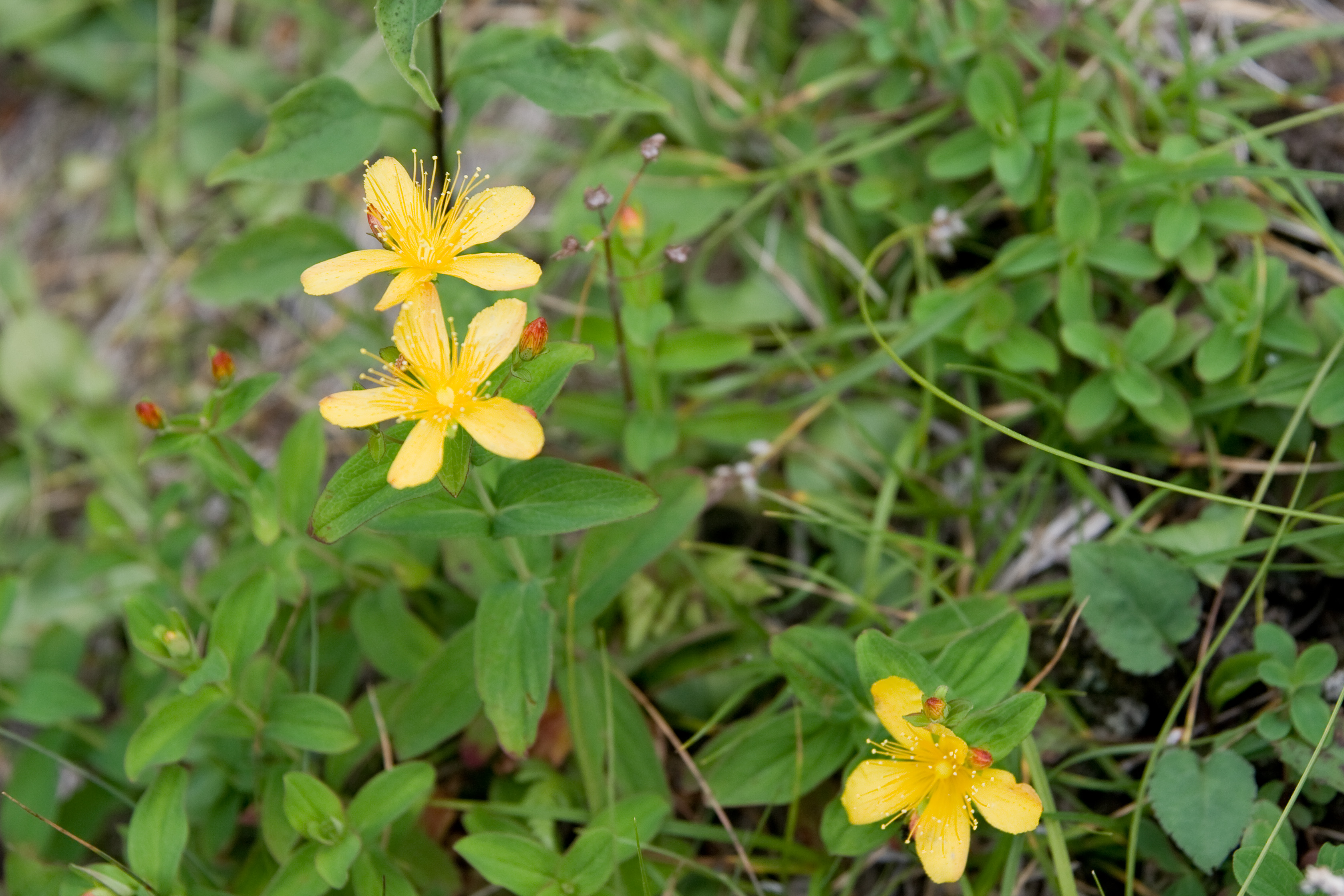
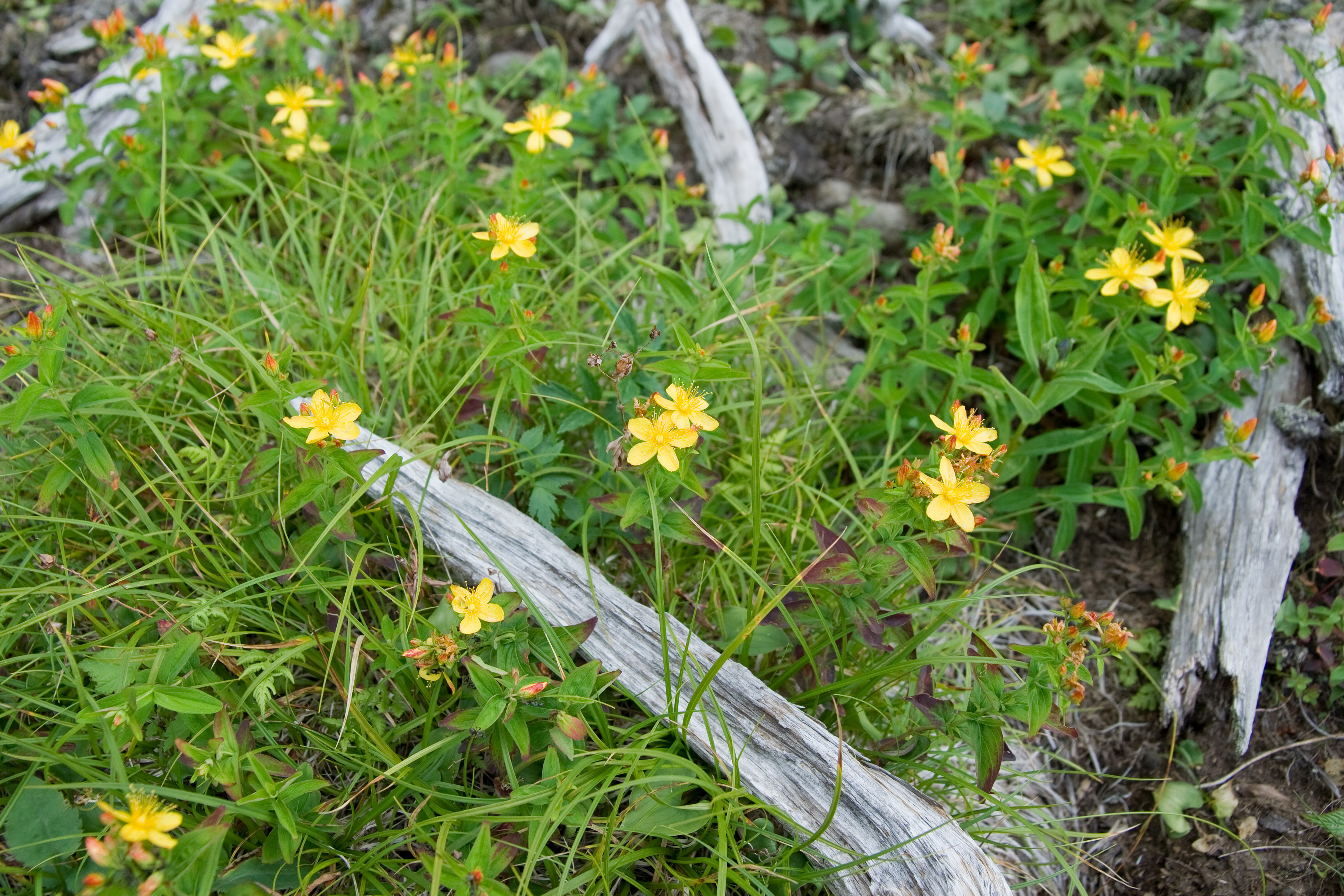